# Šopron
Šopron – wieś w Chorwacji, w żupanii kopriwnicko-kriżewczyńskiej, w gminie Kalnik. W 2011 roku liczyła 162 mieszkańców.